# アイ・ウォント・キャンディ
「アイ・ウォント・キャンディ」(I Want Candy)は1965年にザ・ストレンジラヴズが発売した曲。ボ・ディドリーのような曲で有名であり、アメリカでチャート最高11位を記録した。

## カバー
この曲は1965年にリリースされてからこれまでに多数のアーティストがカバーをしている。

### トレメローズのバージョン
同年、トレメローズが13枚目のリリースで発売。イギリスのチャートで25位を記録。

### バウ・ワウ・ワウのバージョン
イギリスのロックバンド、バウ・ワウ・ワウがアメリカとUKで1982年にリリース。UKチャートでは9位を記録したが、アメリカでは62位におわっている。
VH1では80年代の曲トップ100にランクインした。(86位)

### アーロン・カーターのバージョン
アメリカの歌手、アーロン・カーターが2000年9月4日にリリース。彼にとって7枚目のシングルで2枚目のアルバム、"Aaron's Party (Come Get It")"に収録されている。
ビデオでは実の兄のバックストリート・ボーイズのメンバー、ニック・カーターも登場している。

#### 各国のチャート
| チャート       | 最高位 |
| -------------- | ------ |
| スウェーデン   | 10     |
| オーストラリア | 27     |
| UK             | 31     |
| ドイツ         | 68     |

### メラニー・チズムのバージョン
2007年にはメラニー・チズムがカバー。彼女にとって11枚目のシングルでアルバム『ディス・タイム』に収録されている。同曲はカルメン・エレクトラ主演の"I Want Candy"というイギリスのコメディ映画のサウンドトラックに使われている。

#### 各国のチャート
| チャート     | 最高位 |
| ------------ | ------ |
| イタリア     | 9      |
| デンマーク   | 9      |
| UK           | 24     |
| アイルランド | 72     |
| ラトビア     | 24     |
| エストニア   | 6      |
| リトアニア   | 3      |
| ポーランド   | 7      |